# هافر دي غريس
هافر دي غريس (ماريلاند) (بالإنجليزية: Havre de Grace, Maryland)‏ هي مدينة تقع في الولايات المتحدة في مقاطعة هارفورد (ماريلاند). يقدر عدد سكانها بـ 12,952 نسمة ومساحتها 17.85 كم2 وترتفع عن سطح البحر 17 متر.

## التركيبة السكانية
قام مكتب تعداد الولايات المتحدة بتحديد بيانات التركيبة السكانية لهافر دي غريسفي تعداد الولايات المتحدة. في ما يلي، التركيبة السكانية حسب تعدادي 2000 و2010.

### تعداد عام 2000
بلغ عدد سكان هافري 9,621 نسمة بحسب تعداد عام 2000، وبلغ عدد الأسر 4,015 أسرة وعدد العائلات 2,449 عائلة مقيمة في المدينة.
وتوزع التركيب العرقي للمدينة بنسبة 87.08% من البيض و 9.01% من الأمريكيين الأصليين و 0.49% من الأمريكيين ذوي الأصول الآسيوية و 0.02% من سكان جزر المحيط الهادئ و 0.11% من الأمريكيين الأفارقة و 2.78% من عرقين مختلطين أو أكثر.
بلغ عدد الأسر 4,015 أسرة كانت نسبة 31.9% منها لديها أطفال تحت سن الثامنة عشر تعيش معهم، وبلغت نسبة الأزواج القاطنين مع بعضهم البعض 45.2% من أصل المجموع الكلي للأسر، ونسبة 11.5% من الأسر كان لديها معيلات من الإناث دون وجود شريك، وكانت نسبة 39.0% من غير العائلات. تألفت نسبة 32.6% من أصل جميع الأسر من أفراد ونسبة 13.2% كانوا يعيش معهم شخص وحيد يبلغ من العمر 65 عاماً فما فوق. وبلغ متوسط حجم الأسرة المعيشية 2.95، أما متوسط حجم العائلات فبلغ 2.32.
بلغ العمر الوسطي للسكان 34 عاماً. وكانت نسبة 25.7% من القاطنين تحت سن الثامنة عشر، وكانت نسبة 13.6% بين الثامنة عشر والأربعة وعشرون عاماً، ونسبة 25.4% كانت واقعةً في الفئة العمرية ما بين الخامسة والعشرون حتى والأربعة وأربعون عاماً، ونسبة 20.6% كانت ما بين الخامسة والأربعون حتى الرابعة والستون، ونسبة 14.6% كانت ضمن فئة الخامسة والستون عاماً فما فوق. يوجد لكل 100 أنثى 96.8 ذكر، ويوجد لكل 100 أنثى في الثامنة عشر من عمرها فما فوق 92.3 ذكر.
بلغ متوسط دخل الأسرة في المدينة 29,944 دولار، أما متوسط دخل العائلة فبلغ 38,870 دولار. وكان متوسط دخل الذكور 30,401 دولار مقابل 19,189 دولار للإناث. وسجل دخل الفرد الخاص بالمدينة 15,847 دولار. وكانت نسبة 14.8% من العائلات ونسبة 17.5% من السكان تحت خط الفقر، وكان من هؤلاء نسبة 22.0% تحت سن الثامنة عشر ونسبة 7.8% في الخامسة والستين من العمر وما فوق.

### تعداد عام 2010
بلغ عدد سكان هافري 9,310 نسمة بحسب تعداد عام 2010، وبلغ عدد الأسر 3,900 أسرة وعدد العائلات 2,293 عائلة مقيمة في المدينة. في حين سجلت الكثافة السكانية 2,838.4 نسمة لكل ميل مربع (1,095.9/كم2). وبلغ عدد الوحدات السكنية 4,285 وحدة بمتوسط كثافة قدره 1,306.4 لكل ميل مربع (504.4/كم2).
وتوزع التركيب العرقي للمدينة بنسبة 81.6% من البيض و 13.0% من الأمريكيين الأصليين و 0.6% من الأمريكيين ذوي الأصول الآسيوية و 0.1% من سكان جزر المحيط الهادئ و 0.4% من الأمريكيين الأفارقة و 4.0% من عرقين مختلطين أو أكثر.
بلغ عدد الأسر 3,900 أسرة كانت نسبة 30.1% منها لديها أطفال تحت سن الثامنة عشر تعيش معهم، وبلغت نسبة الأزواج القاطنين مع بعضهم البعض 41.3% من أصل المجموع الكلي للأسر، ونسبة 12.1% من الأسر كان لديها معيلات من الإناث دون وجود شريك، بينما كانت نسبة 5.5% من الأسر لديها معيلون من الذكور دون وجود شريكة وكانت نسبة 41.2% من غير العائلات. وبلغ متوسط حجم الأسرة المعيشية 2.98، أما متوسط حجم العائلات فبلغ 2.30.
بلغ العمر الوسطي للسكان 33.9 عاماً. وكانت نسبة 25.1% من القاطنين تحت سن الثامنة عشر، وكانت نسبة 12.8% بين الثامنة عشر والأربعة وعشرون عاماً، ونسبة 23.5% كانت واقعةً في الفئة العمرية ما بين الخامسة والعشرون حتى والأربعة وأربعون عاماً، ونسبة 25.2% كانت ما بين الخامسة والأربعون حتى الرابعة والستون، ونسبة 13.4% كانت ضمن فئة الخامسة والستون عاماً فما فوق. وتوزع التركيب الجنسي للسكان بنسبة 49.8% ذكور و50.2% إناث.